# منتخب ليسوتو لكأس ديفيز
منتخب ليسوتو لكأس ديفيز (بالإنجليزية: Lesotho Davis Cup team)‏ هو ممثل ليسوتو الرسمي في كرة المضرب في كأس ديفيز.